# 윌 스미스
윌러드 캐롤 "윌" 스미스 주니어(영어: Willard Carroll "Will" Smith Jr., 1968년 9월 25일 ~ )는 미국의 배우이자 힙합 가수이다. 아카데미상에 네 번, 골든 글로브상에 여섯 번 후보지명 1회 수상하였으며, 그래미 어워드에서는 4회 수상하였다. 2021년 영화 《킹 리차드》를 통해 제94회 아카데미상 남우주연상을 수상했다.
1980년대 중반 프레시프린스(The Fresh Prince)란 이름으로 음악 신에 데뷔해 명성을 날렸고 20세기 막바지 몇 년 간은 윌 스미스라는 이름으로 어린이부터 어른까지 미국 국민들이 가장 사랑하는 모범적인 랩 뮤지션으로 자리매김했다. 아들 제이든 스미스도 아역배우로 활동 중이다.

## 생애

### 유년기
그는 1968년 9월 25일 필라델피아에서 출생하였다. 그는 아프리카계 미국인이며, 어머니는 학교 관리인이었으며 아버지는 엔지니어였다. 그가 13살때 부모는 이혼을 했으며, 후에 그는 닉네임을 '프린스'라 바꾸어 힙합계에서 활동한다. 또한 그는 파티에서 디제이 재지 제프를 만나게 된다. 오버브로크 고등학교를 졸업한 후 그는 성적이 뛰어나 MIT에 입학허가를 받았으나, 입학하지 않았다.

### 1987년~1995년: 배우경력의 시작
윌 스미스는 디제이 재지 제프, 레디 락 C와 힙합 트리오를 결성해 디제이 재지 제프 & 더 프레시 프린스로 데뷔한다. 디제이 재지 제프는 당시 프로듀서이자 DJ였으며, 스미스는 랩을 맡았다. 그들은 〈Parents Just Don't Understand〉와 〈Summertime〉으로 그래미 어워드 랩 부문에서 상을 받았으며, 이어 걸프전을 반대하는 곡인 〈Voices That Care〉이라는 프로젝트 곡에 참여한다.
1990년 그는 NBC에서 제작된 시트콤 《The Fresh Prince of Bel-Air》에 출연하게 되며, 이는 그의 연기생활에 있어 성공적으로 기록되는 첫 프로그램이었다. 또한 그는 영화 《Six Degrees of Separation》에 출연해 골든 글로브 상 후보자가 됐지만, 1995년 영화 《나쁜 녀석들》로 더 큰 성공을 거두게 된다.

### 1996년~2000년: 발전
그의 경력에서 가장 성공적인 시트콤으로 꼽히는 《The Fresh Prince Of Bel-Air》는 1996년 5월 20일에 종영됐다. 이어 그는 1996년 여름 블록버스터 영화인 《인디펜던스 데이》에 주연배우로 출연하게 된다. 영화는 $816,969,268의 수익률을 내며 화려한 스케일과 장면으로 대중들로부터 많은 인기를 얻었다. 《인디펜던스 데이》는 비록 설정이나 전개부분에서 비판이 있었으나, 그가 슈퍼스타로 발돋움하게 한 영화였다.
이어 1997년 영화 《맨 인 블랙》에서 토미 리 존스와 함께 주연배우로 등장한다. 윌 스미스는 이 영화로 골든 글로브 상을 받고 총 $589,390,539의 수익률을 내며 2년 연속 성공하게 된다. 또한 윌 스미스는 같은해 제이다 핑킷 스미스와 결혼하게 된다.
1998년에는 토미 스콧의 스파이-스릴러 영화 《Enemy Of The State》에도 출연, 총 $250,000,000의 수익률을 낸다. 이어 《Wild Wild West》에도 출연하여 2억 달러 이상의 수익률을 냈으며, 특히 O.S.T였던 〈Wild Wild West〉는 빌보드차트에서 1위를 기록했다.
그는 음악가로써도 뛰어난 실력을 보이는데, 《맨 인 블랙》의 사운드 트랙 〈Men In Black〉, 〈Gettin Jiggy With It〉, 〈Just The Two Of Us〉로 모두 빌보드는 물론 전 세계 여러차트에서 1위를 차지한다. 그뿐만 아니라 앨범 《Big Willie Style》는 미국 탑 차트 10권안에 진입했고, 싱글 〈Men In Black〉과 〈Just The Two Of Us〉를 포함해 4개의 싱글을 5위 안에 진입시킨다. 그는 이 앨범으로 2개의 그래미 어워드를 받으며, 이 중 몇 곡은 랩퍼인 나스가 작사했다고 한다.
다음 앨범인 《Willennium》역시 빌보드차트에서 10위권 안에 진입했고, 〈Wild Wild West〉를 포함해서 3개의 곡을 히트 시킨다.

### 2000~현재: 전 세계적인 성공
윌 스미스는 2001년 영화 《알리》에서 무하마드 알리의 역을 맡아 아카데미상과 골든 글로브 상에 노미네이트되었다. 이후 그는 2006년에 개봉된 영화 《행복을 찾아서》로 아카데미상에 노미네이트된다. 또한 같은해 11월 잭 레먼과 함께 출연한 《베가 벤스의 전설》로 6000만 달러의 수익을 냈다.
2002년 그는 콜롬비아 레코드에서 세 번째 앨범인 《Born to Reign》를 발매한다. 싱글인 〈Black Suits Comin (Nod Ya Head)〉는 빌보드 핫 100에서 77위를 거둔다. 이어 같은해 그의 베스트 앨범을 발매하지만 베스트 앨범은 크게 홍보되지 못했으며, 그에 따라 윌 스미스는 레이블을 떠나 인터스코프 레코드와 새로 계약했다.
같은해 영화 《맨 인 블랙 2》에 출연, 약 4억 달러의 수익을 냈다. 이 영화는 중반부에 마이클 잭슨이 'M'요원으로 등장해 화제를 모았다. 2004년에는 대흥행을 기록한 영화에 지속적으로 출연했는데, 《아이 로봇》이나 성우로써 참여한 《샤크 테일》 등이다. 《아이 로봇》은 미국에서만 약 2억 달러의 수익을 기록했고, 《샤크 테일》은 약 3억 달러의 수익을 보였다.
2005년 윌 스미스는 기네스 북에 오르게 된다. 같은해 그는 네 번째 앨범인 《Lost & Found》를 발매한다. 이 앨범에는 전작들과는 다르게 화려한 메렁]], 스눕 독, 푸시 캣 돌스 등이 그들이다. 이 앨범은 빌보드 앨범차트에서 4위를 거두었으며, 싱글인 〈Switch〉와 〈Party Starter〉는 전 세계의 다양한 차트에서 1위를 거두었으며, 〈Party Starter〉는 빌보드 200에서 25위를 차지했다.
그는 《나는 전설이다》, 《핸콕》 등에 출연하면서 현재까지도 최고의 슈퍼스타 중 하나로 인정받고 있고, 현재는 영화 제작에도 힘쓰고 있다.
2010년 2월 윌 스미스는 인터뷰를 통해 정치에 진출할지도 모른다고 밝혔다. 그의 측근들은 "가끔 대통령이 되는 꿈을 그가 꾼다"고 말했으며, 스미스 본인 역시 영화배우, 가수뿐만 아니라 여러 사람들을 도울 수 있는 정계에 진출하고 싶다고 밝혀 왔다.
2010년 6월 성룡과 함께 영화 《베스트 키즈》를 제작했으며, 2012년 《맨 인 블랙 3》에서 출연했으며 《핸콕 2》가 개봉될 예정이다.

## 출연 작품
- 1995년 《나쁜 녀석들》 - 로리 형사 역
- 1996년 《인디펜던스 데이》 - 스티브 밀러 대위 역
- 1997년 《맨 인 블랙》 - 제이 요원 역
- 1998년 《에너미 오브 스테이트》 - 로버트 딘 역
- 1999년 《와일드 와일드 웨스트》 - 짐 웨스트 역
- 2000년 《베가번스의 전설》 - 베가번스
- 2001년 《알리》 - 무하마드 알리 역
- 2002년 《맨 인 블랙 2》 - 제이 요원 역
- 2003년 《나쁜 녀석들2》 - 로리 형사 역
- 2004년 《아이, 로봇》 - 델 스프너 역
- 2005년 《Mr. 히치 - 당신을 위한 데이트 코치》
- 2005년 《샤크 테일》
- 2006년 《행복을 찾아서》
- 2007년 《나는 전설이다》 - 로버트 네빌 역
- 2008년 《핸콕》 - 존 핸콕 역
- 2008년 《세븐 파운즈》
- 2012년 《맨 인 블랙 3》 - 제이 요원 역
- 2015년 《메이드 인 차이나》
- 2016년 《수어사이드 스쿼드》- 헤드 샷 역
- 《나는 사랑과 시간과 죽음을 만났다》 - 워드 역
- 2019년 《알라딘》 - 지니 역
- 2019년 《제미니 맨》 - 헨리 / 주니어 역
- 2019년 《스파이 지니어스》 - 랜스 역 (목소리)
- 2020년 《나쁜 녀석들: 포에버》 - 로리 형사 역
- 2021년 《킹 리차드》 - 리처드 윌리엄스 역
- 2022년 《해방》 - 피터 역
- 2024년 《나쁜 녀석들: 라이드 오어 다이》 - 로리 형사 역

### 목소리 출연
- 2019년 《스파이 지니어스》- 스콧 랜스 스털링 역

## 수상 경력
- 2022년 제94회 아카데미시상식 남우주연상
- 2022년 크리스 록을 때리는 암캐에 대한 그래미 상
- 2022년 AARP 에뉴얼베스트그로운업어워즈 남우주연상
- 2022년 제27회 크리틱스초이스시상식 남우주연상
- 2022년 제75회 영국아카데미시상식 남우주연상
- 2022년 제37회 산타바바라국제영화제 아웃스탠딩 퍼포머상
- 2022년 제28회 미국배우조합상 영화부문 남우주연상
- 2022년 NACCP 이미지어워드 영화부문 남우주연상
- 2022년 블랙릴어워드 남우주연상
- 2022년 아프리칸-아메리칸비평가협회상 남우주연상
- 2022년 제93회 미국비평가협회상 남우주연상
- 2022년 제79회 골든글로브시상식 드라마부문 남우주연상
- 2022년 여성영화비평가협회상 남우주연상
- 2021년 허트랜드필름페스티벌 피오니어링 스피릿상
- 2020년 제46회 피플스 초이스 어워드 올해의 남자영화배우
- 2019년 제21회 틴 초이스 어워드 초이스 무비 : 판타지 남자배우상
- 2016년 제25회 MTV영화제 MTV제너레이션상
- 2016년 올 뎁 무비어워즈 평생공로상
- 2016년 제27회 팜스프링스국제영화제 연기부문 임펙트상
- 2015년 제19회 할리우드 영화상 시상식 남우주연상
- 2015년 아프리칸-아메리칸 비평가협회상 남우주연상
- 2014년 제34회 골든라즈베리시상식 최악의 남우조연상
- 2009년 제35회 피플스초이스어워드 인기 남자 액션스타상
- 2009년 제35회 피플스초이스어워드 인기 남자 스타상
- 2009년 BET어워즈 남우주연상
- 2009년 NAACP 이미지어워드 영화부문 남우주연상
- 2008년 제17회 MTV영화제 최고의 남자배우상
- 2008년 제10회 틴 초이스 어워드 공포/스릴러부문 남자배우상
- 2008년 제34회 새턴상 최우수 남우주연상
- 2007년 제9회 틴 초이스 어워드 드라마부문 남자배우상
- 2007년 제22회 산타바바라국제영화제 모던 마스터상
- 2005년 제30회 세자르영화제 공로상
- 2005년 주피터어워즈 외국남자배우상
- 2005년 제31회 피플스초이스어워드 인기 남자 액션스타상
- 2005년 제7회 틴 초이스 어워드 코미디부문 남자배우상
- 2005년 제30회 아메리칸 뮤직어워드 팝,록부문 최우수 남자아티스트상
- 2002년 BET어워즈 남우주연상
- 2002년 제11회 MTV영화제 최고의 남자배우상
- 2002년 주피터어워즈 외국남자배우상
- 2000년 월드뮤직어워드 최우수남성랩아티스트상
- 2000년 월드뮤직어워드 최우수남성R&B아티스트상
- 2000년 월드뮤직어워드 최우수남성팝아티스트상
- 2000년 월드뮤직어워드 최우수남성댄스아티스트상
- 2000년 NACCP 이미지어워드 뮤직비디오상
- 2000년 제25회 아메리칸 뮤직어워드 사운드트랙상
- 2000년 제25회 아메리칸 뮤직어워드 팝,록부문 최우수 남자아티스트상
- 1999년 NACCP 이미지어워드 올해의 엔터테이너상
- 1999년 제24회 아메리칸 뮤직어워드 소울/R&B부문 앨범상
- 1999년 제24회 아메리칸 뮤직어워드 팝,록부문 앨범상
- 1999년 제24회 아메리칸 뮤직어워드 소울/R&B부문 최우수 남자아티스트상
- 1999년 NAACP 이미지어워드 뮤직비디오상
- 1999년 그래미어워드 랩부문 최우수솔로상
- 1999년 MTV 비디오뮤직어워드 최우수남성비디오상
- 1998년 제7회 MTV영화제 최고의 음악상
- 1998년 제7회 MTV영화제 최고의 싸움상
- 1998년 그래미어워드 랩부문 최우수솔로상
- 1998년 MTV 비디오뮤직어워드 최우수랩비디오상
- 1998년 MTV 비디오뮤직어워드 최우수남성비디오상
- 1997년 MTV 비디오뮤직어워드 최우수영화비디오상
- 1997년 제6회 MTV영화제 최고의 키스상
- 1997년 그래미어워드 랩부문 최우수솔로상
- 1992년 그래미어워드 랩부문 최우수그룹상
- 1989년 MTV 비디오뮤직어워드 최우수랩비디오상
- 1988년 그래미어워드 랩부문 최우수그룹상